# Platostoma denticulatum
Platostoma denticulatum là một loài thực vật có hoa trong họ Hoa môi. Loài này được Robyns miêu tả khoa học đầu tiên năm 1943.
Loài này là bản địa khu vực từ Cameroon tới Angola và Tanzania.